# Turów (Wrocław)
Pour les articles homonymes, voir Turów.
Turów est une localité polonaise de la gmina de Żórawina, située dans le powiat de Wrocław en voïvodie de Basse-Silésie.